# Die Siedler von Catan: Die Seefahrer
Die Siedler von Catan: Die Seefahrer ist eine 1997 erschienene Ergänzung zum Brettspiel Die Siedler von Catan von Klaus Teuber. Ab 2006 wurde sie in Die Siedler von Catan – Seefahrer-Erweiterung umbenannt, seit 2015 heißt sie Catan: Seefahrer.

## Geschichte und Beschreibung
Die Seefahrer Erweiterung erschien 1997 für zunächst 3 bis 4 Spieler im Stuttgarter Franckh-Kosmos-Verlag. Im selben Jahr erschien auch die Erweiterung für 5 und 6 Spieler. Marion Pott und Karin Späth waren für die Grafik, beziehungsweise die Illustration, verantwortlich.
Mit der Erweiterung kamen Schiffe als neues Bauelement hinzu. Die Landschaften werden nun zu mehreren kleinen oder größeren Inseln zusammengesetzt, die dann miteinander durch Schiffe verbunden werden können. Je nach Szenario sind die neuen Inseln den Spielern bekannt, dann können Sondersiegpunkte für das Besiedeln erhalten werden, oder die Inseln müssen erst entdeckt werden. Dann erhält der Entdecker einen Rohstoff des entsprechenden Ertragsfeldes. Als zusätzliche Landfelder kamen Goldflussfelder hinzu. Siedlungen und Städte, die an dessen Ecken gebaut werden, ermöglichen es den Spielern im Erfolgsfall beliebige Rohstoffe zu wählen. Durch einen Seeräuber ist es den Spielern bei einer 7 möglich, die Mitspieler bei ihren Entdeckungsreisen zu behindern.
Gleichzeitig wurde ein Ideenwettbewerb gestartet, die besten Einsendungen wurden 2000 im Buch zum Spielen veröffentlicht. Dies führte auch dazu, dass im Internet Szenarien veröffentlicht wurden. In den Catan-News wurden in der Folgezeit ebenfalls neue Szenarien veröffentlicht, die dann teilweise in die Neuauflage von 2003 aufgenommen oder für die CD-ROM bzw. Catan Online Welt programmiert wurden.

## Inhalt

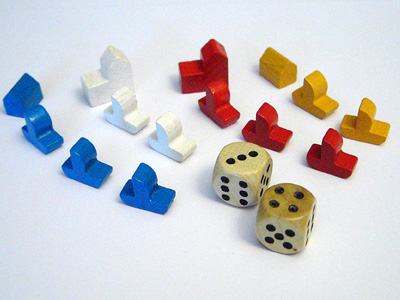
Spielmaterial der ersten Erweiterung: statt mit Straßen über Land können nun auch mit Schiffen über Wasser Siedlungen verbunden werden. (Ausgabe von 1995/1997)

- Erweiterung für 3 bis 4 Spieler (Ausgabe von 1997):

- - 14 Rahmenteile
  - 24 Sechseckfelder mit "gewellter" Rückseite
    - 12× Wasser
    - 03× Wüste
    - je 2× Goldfluss, Gebirge und Hügelland
    - je 1× Ackerland, Wald und Weideland

  - 08 Siegpunkte-Chips
  - 10 Zahlenchips mit "gewellter" Rückseite
  - 60 Schiffe (15 pro Farbe)
  - 01 schwarzes Seeräuber-Schiff, zunächst in der Größe der anderen Schiffe, später wurde es durch das Barbarenschiff aus der Städte & Ritter-Erweiterung ersetzt.
  - 05 Spezial-Häfen und sieben 3:1-Häfen zum Auflegen auf Wasserfelder
  - 01 Spielanleitung, 16 Seiten

- Zusatzmaterial für 5 bis 6 Spieler (Ausgabe von 1997, zunächst in einer Blister-Packung, später ebenfalls in einem stabilen Karton):
  - 30 Schiffe (je 15 pro Farbe)
  - 08 Meerfelder mit "gewellter" Rückseite
  - 01 Goldfeld mit "gewellter" Rückseite
  - 06 Siegpunkte-Chips
  - 01 Spielanleitung, 12 Seiten (12. Seite enthält 6 Baukostenkarten)

## Modifizierungen
Als 2003 die Catan-Brettspiele neu gestaltet wurden, erhielt auch die Seefahrererweiterung plastische Spielfiguren. Die Schiffe ähneln nun Wikinger-Langschiffen mit einem Rahsegel, der Pirat sitzt mit seinen geraubten Gütern auf einem Floß. Die Siegpunktchips erhielten eine runde Form, ihre Anzahl wurde deutlich erhöht, da für die neuen Szenarien eine größere Menge benötigt wird. Die Hafenplättchen ähneln den Häfen auf dem Rahmen des neuen Basisspiels. Die Spielanleitung verlor das quadratische Format und hat nun DIN-A4-Format. Der Aufbau der Szenarien ist nun nicht mehr quadratisch oder rechteckig, sondern eher sechseckig. Da im Basisspiel nun schon ein Rahmen enthalten ist, konnte die Anzahl der Rahmenteile der Seefahrererweiterung reduziert werden. Ca. 2005 wurden die Spielfiguren dann noch etwas dunkler eingefärbt, so dass Details besser erkennbar wurden.
Die neuen Grafiken stammen von Michaela Schelk, die Illustrationen von Tanja Donner, die Spielfiguren entwarf Andreas Klober.
2010 wurden die Landschafts- und Meerfelder von Michael Menzel neu gezeichnet.

## Szenarien
Mit der Seefahrer-Erweiterung wurden mehrere Szenarien veröffentlicht:
- Zu neuen Ufern

Ausgehend von der aus dem Grundspiel bekannten Insel können die Spieler 4 kleinere Inseln entdecken, die aus 1 bis 3 Landfeldern bestehen.
- Die Vier Inseln/Die Sechs Inseln

Den Spielern stehen 4 bzw. 6 (mit 5 oder 6 Spielern) Inseln zur Verfügung, die aus 2 bis 7 Landfeldern bestehen.
- Ozeanien (ab 2003 Die Nebelinsel, ab 2009 wieder Ozeanien)

Ausgehend von einer größeren Insel gehen die Spieler auf Entdeckungsreise ins Ungewisse, an deren Ende das sagenhafte El Dorado wartet.
- Durch die Wüste

Ausgehend von einer großen Insel können die Spieler 3 kleinere Inseln, die aus 1 bis 3 Landfeldern bestehen und einen durch die Wüste abgegrenzten Bereich entdecken.
- Neue Welt

Hier werden alle Land- und Wasserfelder gemischt und zufällig ausgelegt, wodurch immer wieder eine neue Inselwelt entsteht.
- Die Große Überfahrt (nur in der Version von 1997 enthalten)

Die Spieler verbinden 2 sich gegenüberliegende Inseln mit Handelslinien, wofür sie Sondersiegpunkte erhalten.
- Groß-Catan (nur in der Version von 1997 enthalten)

Hierfür wird ein zweites Grundspiel benötigt. Es wird die aus dem Basisspiel bekannte Insel als Startinsel und zusätzlich 6 Inseln mit 1 bis 6 Landfeldern aufgebaut. Im Laufe des Spieles müssen Zahlenchips von der Startinsel auf die kleinen Insel transferiert werden, dadurch nehmen die Rohstofferträge auf dieser Insel ab und nur wer rechtzeitig die kleinen Inseln besiedelt, kann gewinnen.
- Der Vergessene Stamm (erst ab 2003)

Die Spieler starten auf einer langgestreckten Insel in der Mitte, die von kleineren Inseln umgeben ist. Dort gilt es Entwicklungskarten, Häfen und Siegpunkte zu entdecken. (Das Szenario wurde ursprünglich unter dem Titel "Freundliche Nachbarn" in den Catan-News 2002 veröffentlicht).
- Stoffe für Catan (erst ab 2003)

Ausgehend von je einer schmalen Insel im Norden und Süden gilt es, zu dazwischen gelegenen Inselchen Handelsverbindungen herzustellen um Stoffe zu erhandeln. (Das Szenario wurde ursprünglich unter dem Titel "Kaffee für Catan" in den Catan-News 2/2000 veröffentlicht).
- Die Piraten-Insel (erst ab 2003)

Ausgehend von einer großen Insel im Osten versuchen die Spieler auf den westlichen Inseln gelandete Piraten zu vertreiben. (Das Szenario wurde ursprünglich mit gleichem Titel, aber etwas anderem Aufbau in den Catan-News 1/99 veröffentlicht).
- Die Catanischen Wunder (erst ab 2003)

Die Spieler versuchen auf ihrer Inselwelt teure Bauwerke (Wunder) zu errichten. Jedes Bauwerk wird in 4 Stufen erbaut, wobei für jedes zunächst eine andere Bedingung erfüllt werden muss. (Das Szenario wurde ursprünglich mit gleichem Titel, aber etwas anderem Aufbau in den Catan-News 1/2000 veröffentlicht.)

## Regeländerungen
In der ersten Auflage konnte ein Spieler, der den Piraten versetzte, bei allen Spielern, die ein Schiff auf den benachbarten Meerkanten hatten, eine Rohstoffkarte klauen, das wurde in der 2. Auflage geändert: Nun darf nur noch bei einem Spieler gestohlen werden.
Ende 2008 wurden nach Vorschlägen aus Spielerkreisen und zahlreichen Testspielen bei der Entwicklung des S&R-PC-Spiels die Szenarien Zu neuen Ufern, Die vier Inseln und Durch die Wüste geändert. Der Abstand der Inseln zueinander und die erforderlichen Siegpunkte wurden dahingehend verändert, dass nun die Seefahrt eine entscheidendere Rolle spielt. Zudem wurden die Zahl der Landfelder für 3 Spieler verringert und für 4 Spieler geringfügig erhöht sowie das Besiedeln neuer Inseln nun mit 2 statt 1 Sondersiegpunkt belohnt. Das Szenario Die Nebelinsel wurde durch das Szenario Ozeanien ersetzt, bei dem zwei statt einer Startinsel vorhanden sind, außerdem gibt es in dem zu entdeckenden Seegebiet 2 Landfelder mehr. Die Szenarien wurden so zunächst für das PC-Spiel programmiert und wurden ab 2009 auch in den Regelheften der Seefahrererweiterung abgedruckt. Besitzer alter Erweiterungen können sich diese von der Webseite der Catan GmbH herunterladen.
Im Buch zum Spiel wurde auf Vorschlag vieler Spieler die Variante veröffentlicht, dass der Pirat zusätzlich die Tauschfunktion der Häfen blockiert, auf deren Meerfeld er steht.

## Kritik
Insgesamt wurde die erste Erweiterung bei den Spielern positiv aufgenommen. Unabhängige Spielekritiken sprechen größtenteils eine Kaufempfehlung aus. Entsprechend hat sich die Erweiterung binnen weniger Wochen mehr als 100.000-mal verkauft.

## Einsatz bei Meisterschaften
Bei den Vorentscheidungsturnieren zur deutschen Meisterschaft wurde als entscheidendes Spiel bis 2005 ein vom Spielezentrum Herne entworfenes Seefahrerszenario gespielt. Ab 2006 konnten die Veranstalter der Ranglistenturniere wählen, ob sie das vom Spielezentrum vorgeschlagene Seefahrerszenario spielen lassen, beim Finalturnier in Essen wurde aber immer ein Seefahrerszenario gespielt. Nur bei den Weltmeisterschaften wird lediglich das Grundspiel gespielt, da die Seefahrer-Erweiterung noch nicht in allen Ländern erhältlich ist.

## Jubiläumserweiterungen

### Die Kolonien
2007 erschien zum 10-jährigen Jubiläum das Szenario Die Kolonien. Das Jubiläumsszenario ist eine überarbeitete Fassung des gleichnamigen Szenarios aus dem Buch zum Spielen mit zusätzlichem Spielmaterial.
Spielmaterial
- Spielmaterial aus Pappe (geliefert auf 5 Stanzbögen; die Teile sind nach dem Kauf noch herauszulösen):
  - 2 Rahmenteile
  - 4 Übersichtskarten (Baukosten und Einsatzmöglichkeiten der Entdecker- und Warenplättchen)
  - 4 Wasserfelder im Stil der Neuausgabe von 2003
  - 3 Dschungelfelder mit den Zahlen 4, 9 und 10
  - 2 Vulkanfelder mit den Zahlen 3 und 6
  - 1 Goldfeld im Stil der Neuausgabe von 2003 mit der Zahl 5
  - 92 Kolonieplättchen:
    - 24 Entdeckungsplättchen (Palmen auf dunkelgrünem Hintergrund)
    - 22 Goldplättchen (Nuggets auf braunem Hintergrund)
    - 22 Erzplättchen (Stein auf blauem Hintergrund)
    - 24 Edelsteinplättchen (3 Edelsteine auf beigefarbigem Hintergrund)
- Spielmaterial aus Kunststoff:
  - 20 Stützpunkte in 4 Farben (je 5× blau, orange, rot und weiß)
  - 04 Kriegsflotten in 4 Farben (je 1× blau, orange, rot und weiß)
  - 01 Pirat (schwarze Kriegsflotte)
- Spielanleitung

### Die Legende der Seeräuber
2017 erschien zum 20. Geburtstag die Szenario-Erweiterung "Die Legende der Seeräuber" zur "Seefahrer" Erweiterung. Sie wurde von Klaus Teuber zusammen mit seinem Sohn Benjamin entwickelt. Es gab sie sowohl einzeln als auch in Kombination mit der Seefahrer-Erweiterung. Enthalten sind vier Szenarien, die in vier Kapiteln nacheinander mit einer Gesamtwertung oder einzeln gespielt werden können. Jedes Kapitel wird mit einer kurzen Geschichte eingeleitet, in der die Aufgabe für die Spieler definiert wird. Es wird zusätzlich das Material des Basis-Spiels und der Seefahrer-Erweiterung benötigt.

#### Enthaltene Szenarien
- Die Schiffbrüchigen:

Die Spieler haben die Aufgabe auf der südwestlich von Catan gelegenen öden Insel gestrandete Schiffbrüchige zu retten und anschließend auf der Insel Erz zu schürfen, dass es auf dem bespielbaren südwestlichen Teil Catans nicht gibt.
- Der Überfall:

Aufgabe der Spieler ist es auf einer nördlich von Catan gelegenen Insel Gold zu finden, um damit von Piraten gefangene Cataner auszulösen.
- Der Kampf gegen die Seeräuber:

In diesem Kapitel müssen die Spieler die Seeräuberschiffe versenken, die sich östlich von Catan versammelt haben, und Siedlungen auf kleinen goldreichen Inseln bauen
- Die Gewürzinseln:

Im abschließenden Kapitel geht es darum südöstlich von Catan gelegene Gewürzinseln zu entdecken und Rohstoffe gegen Gewürze einzutauschen.

#### Regelanpassungen
- Auf einem Wasserweg dürfen 2 Schiffe verschiedener Spieler stehen.
- Es dürfen generell 3 gleiche Rohstoffe gegen 1 anderen Rohstoff getauscht werden.
- Der Räuber darf nur auf Landschaften gesetzt werden, an denen Spieler mit mindestens 4 Siegpunkten Siedlungen oder Städte gebaut haben.
- Die Spieler bauen in der Gründungsphase 3 Siedlungen, davon 1 auf einem der an der Küste vorgegebenen Siedlungsbauplätze und 2 im Inneren der Insel.

#### Spielmaterial
- Spielfiguren aus Kunststoff:
  - 4 Sätze in 4 Spieler-Farben mit je:
    - 12 (3×4) Einheiten
    - 04 (4×1) Stützpunkte
    - 08 (4×2) Markierungssteine

  - Neutrales Spielmaterial:
    - 15 schwarze Piratenschiffe
- Spielmaterial aus Pappe (muss aus Stanzbögen herausgelöst werden):
  - 06 Rahmenteile
  - 09 Landschaftsfelder (in einer Ecke mit einem Seedrachen gekennzeichnet):
    - 4 Gewürzfelder
    - 2 Goldflussfelder
    - 3 Meerfelder, davon je ein Feld auf der Rückseite Wald und Wüste

  - 02 Zahlenchips, auf der Rückseite mit einem Seedrachen gekennzeichnet
  - 13 Freundeskarten (4 für Kapitel 1, 5 für Kapitel 2, 4 für Kapitel 3)
  - 12 sechseckige Schiffbrüchigen-Plättchen
  - 12 Goldfluss-Plättchen
  - 1 Fortschrittstafel „Gold waschen“
  - 25 runde Rasenerz-Chips
  - 01 Sondersiegpunktkarte „Größter Seeräuberschreck“
  - 04 Schiffstafeln
  - 04 Seeräuberlager-Plättchen
  - 04 Siedlungsmarker
  - 04 Baukostenkarten für Kapitel 1&2
  - 04 Baukostenkarten für Kapitel 3&4
  - 16 Kistenplättchen
  - 01 Übersichtstafel Kapitel 1&2
  - 01 Übersichtstafel Kapitel 3&4
- 24 Spielkarten:
  - je 4 persönliche Übersichtskarten für die Kapitel 1 bis 4
  - 16 Seeräuber-Karten (Kapitel 3)
  - 10 Handelsoption-Karten (Kapitel 4)
  - 30 Gewürzkarten, je 10× Pfeffer, Zimt und Muskat (Kapitel 4)
- 11 Zip-Beutel für das Spielmaterial (7 große und 4 kleine)
- 01 Etikettenbogen zumBekleben der Zip-Beutel
- Spielanleitung (40 DIN-A5-Seiten, mehrfarbig)